# 王琦
王 琦（おう き、1943年2月 - ）は、中華人民共和国の男性学者、漢方医師。中国工程院院士。現職は北京中医薬大学の教授、博士課程の指導者。

## 経歴
1943年2月、江蘇省高郵県で生まれる。

## 栄典
- 1998年、国医大師。
- 2013年、何梁何利科技進歩賞。
- 2019年11月22日、中国工程院院士[2]。